# Cuques
Cuques [kyk] ist ein Stadtteil der französischen Stadt Aix-en-Provence mit Lage südöstlich des Stadtzentrums rings um eine Anhöhe über dem Tal des Flusses Arc.
Cuques geht als Flurname möglicherweise zurück auf das lat. cuccula, das im übertragenen Sinne eine bestimmte Hügelform bezeichnet und z. B. auch im Korsischen oder Sardischen (dort auch cuccuru) als Bezeichnung von Hügeln auftritt. Vom Gelände auf der Spitze des Hügels hat man ostwärts einen schönen Blick auf die Montagne Sainte-Victoire. Am Südhang gegen das Tal des Arc befindet sich ein kleiner öffentlicher Park (Parc de la Colline de Cuques).